# GT-6B

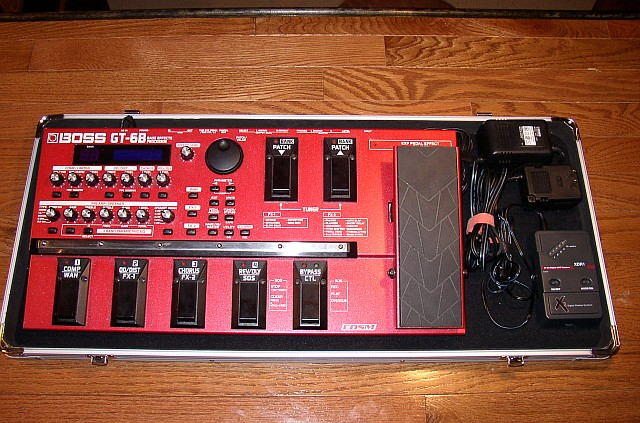
Procesador de efectos GT-6B.

El GT-6B es un procesador multiefectos para bajo fabricada por Roland (Corporación) bajo el nombre de la compañía BOSS. Una de sus principales características es la opción de elegir entre los simuladores modelos de seis amplificadores clásicos para bajo. Cuenta, además, con características de interpretación que incluyen Auto Slap y un bucle “sound on sound”, así como de sonidos de sintetizador.

## Detalles
Efectos de Modelado COSM incorporados. 
Proporciona efectos modelados internos de alta calidad, incluyendo amplificador de bajo, overdrive/distorsión, compresor/limitador, touch wah, pedal wah, entre otros.
Conectores de Salida XLR Balanceados. 
El GT-6B proporciona dos jacks de tipo salida XLR, permitiéndole conectar la unidad a PAs (sistemas de amplificación General) y grabadores de cinta. Además, es posible seleccionar la salida de señales en estéreo, así como también se pueden utilizar estos jacks como salidas monoaurales o salidas directas.
COMS Modelado para Bajo.
El GT-6B puede modelar el sonido clásico de seis amplificadores para bajo entre ellos "Concert 810," "Session," "T.E." "Bass 360," "B Man," y "Flip Top."", incluidos gabinetes de altavoz como 8x10”, 4x10”, 2x15.

## Ficha Técnica
Conversión AD
24 bit + método AF
Conversión DA
24 bit
Frecuencia de Muestreo
44.1 kHz
Memorias de Programa
120:80 (Usuario) + 40 (Preset)
Nivel de Entrada Nominal
INPUT: -10 dBu
Impedancia de Entrada
INPUT: 1 M Ω
Nivel de Salida Nominal
OUTPUT: -10 dBu
(Jack estándar, en posición OUTPUT LEVEL)
OUTPUT: -10 dBu (jack XLR, 600 Ω carga
Impedancia de Salida
OUTPUT: 2 kΩ (Jack Fono)
SEND: 2 kΩ
Salida Digital
EIAJ CP1201, S/P DIF
Gama Dinámica
95 dB o mayor (IHF-A)
Alimentación
AC 14 V; Por Adaptador AC
Consumo
800 mA
Dimensiones
515 (ancho) x 261 (hondo) x 75 (alto) mm
Peso
4.7 kg (sin adaptador AC)
Opciones
Interruptor de Pie:
FS-5U, FS-5L
Pedal de Expresión:
EV-5 (Roland)
FV-300L + PCS-33 (Roland)
Cable de Conexión:
PCS-31 (Roland)
(Clavija de tipo Fono de 1/4
pulgadas (estéreo) - Clavija de tipo
Fono de 1/4 pulgadas (mono) x 2)
- 0 dBu = 0.775 Vrms

- Datos: Q5872975